# Oskar Anwand
Oskar P. Wilhelm  Anwand (geboren am 16. Juli 1872 in Breslau; gestorben am 15. Mai 1946 in Berlin) war ein deutscher Schriftsteller, vorwiegend Verfasser biographisch-historischer Romane, Kunstkritiker und Mitarbeiter des Richard-Bong-Verlags in Berlin.

## Leben
Anwand war der Sohn des Mühlenbesitzers Albert Anwand und dessen Ehefrau Emma, geb. Dietrich. Nach dem Besuch des Gymnasiums in Breslau studierte er in Breslau, München und Leipzig. 1897 promovierte er in München mit einer Arbeit über die Lyrik von Jakob Michael Reinhold Lenz. 1907 heiratete er Clara Ostler.
Von 1907 bis 1915 war Anwand Cheflektor des Deutschen Verlagshauses Bong & Co. in Berlin und Herausgeber der dort erscheinenden illustrierten Monatszeitschrift Moderne Kunst.

## Werke
- Beiträge zum Studium der Gedichte von J. M. R. Lenz. Dissertation München 1897.
- Strindberg. Essay. Ullstein, Berlin 1924.
- Das deutsche Morgenrot. Ein Arndt- und Stein-Roman. R. Bong, Berlin 1927.
- Am Urquell der Sprache. Vom Tierlaut zur klassischen Dichtung. R. Bong, Berlin [um 1927].
- Die Primadonna Friedrichs des Grossen. Roman.  R. Bong, Berlin 1930. Neuauflage: Berlin-Story-Verlag, Berlin 2011.
- Karl Maria von Weber.  Ein Leben für deutsche Kunst Roman. R. Bong, Berlin 1934.
- mit Christian Morgenstern: Oswald Hahnenkamm : Komödie in 4 Akten. Zinnen-Verlag, Wien 1942.
- Hofbesuch. Novelle um Carl Maria von Weber. Zinnen-Verlag, München 1943.

als Herausgeber:
- Ernst Moritz Arndt. Ein deutsches Schicksal. Aus seinen biographischen Schriften: Erinnerungen aus dem äußeren Leben und Wanderungen und Wandelungen mit dem Freiherrn von Stein. Volksverband der Bücherfreunde, Berlin 1924.